# Groesbeek Canadian War Cemetery
Groesbeek Canadian War Cemetery (Nederlands: Canadese Oorlogsbegraafplaats Groesbeek) is de laatste rustplaats voor 2619 militairen die sneuvelden in de Tweede Wereldoorlog, vooral Canadezen. De oorlogsbegraafplaats ligt ten noorden van Groesbeek in de Nederlandse gemeente Berg en Dal en wordt onderhouden door de Commonwealth War Graves Commission.

## Indeling
De inrichting van Britse erevelden is uniform in alle 140 landen waar de Commonwealth War Graves Commission (Oorlogsgravencommissie van het Britse Gemenebest) verantwoordelijk is voor het onderhoud van de oorlogsgraven. Het eerste wat gezien wordt na het betreden van het ereveld is het Memorial, een wand van witte natuursteen die alle namen bevat van soldaten die vermist zijn nadat in augustus 1944 de Franse rivier de Seine was overgestoken. Dit zijn 1.047 namen (942 Britse soldaten, 102 Canadese soldaten, twee soldaten uit Zuid-Afrika en één Britse piloot). Boven op de gedenkmuur staat de latijnse tekst: PRO AMICIS MORTUI AMICIS VIVIMUS , wat veelal wordt vertaald als We leven in de harten van vrienden waarvoor wij stierven. Op de kop van het ereveld staat het Cross of Sacrifice, een van portlandsteen gemaakt kruis met daarop een metalen zwaard.

## Geschiedenis
Het ereveld werd op 4 mei 1947 geopend door koningin Wilhelmina. De locatie van het ereveld is uitgekozen door burgemeester Jonkheer van Grotenhuis van Onstein. Hij vond de locatie zeer geschikt omdat vanaf het kerkhof de Duitse grens gezien kon worden. De werkzaamheden voor het ereveld begonnen in de zomer van 1945 en werden verricht onder leiding van zes Canadese militairen. Na twee jaar was de eerste versie klaar. In de loop der jaren zijn de grafzerken twee maal vervangen. In de eerste versie waren ze gemaakt van hout. Later zijn ze vervangen door stalen kruizen. Weer later werden ze van natuursteen gemaakt. Het Cross of Sacrifice was de eerste vier jaar van hout. In 1950 is deze vervangen door een natuurstenen exemplaar.

## Uniek
De meeste geallieerde landen besloten dat hun soldaten moesten worden begraven in het land waar ze hun leven gaven. Generaal Crerar, commandant van de Canadese landmacht in Europa, gaf echter het bevel dat geen enkele soldaat van de landmacht mocht worden begraven in Duitsland, de verslagen vijand tijdens de oorlog. Op een enkele uitzondering na (één soldaat van de Canadese landmacht begraven op het Reichswald Forest War Cemetery) zijn de Canadese soldaten die omkwamen in het Duitse Rijnland daarom begraven in Groesbeek, op Nederlands grondgebied. Anders dan bij andere oorlogsbegraafplaatsen liggen hier dus vooral militairen die sneuvelden in het buurland.

## Poppy Day
Elk jaar in november vindt er een Poppy Day plaats. In Duitsland gelegerde Canadese militairen herdenken dan in Groesbeek hun gesneuvelde collega's. Verschillende veteranen komen hier om te herdenken. Een speciale Canadese legeraalmoezenier komt uit Canada om te bidden en te spreken.

## Nijmeegse vierdaagse
De vaste route van de Nijmeegse Vierdaagse voert op de derde dag langs de begraafplaats, die langs de route bij de Zevenheuvelenweg ligt. De militairen die meedoen aan de wandeltocht houden er dan een herdenking.

## Aantal graven naar land
Van de militairen die in Groesbeek begraven liggen zijn er 2598 geïdentificeerd en bij name genoemd. 
- 2331 militairen uit Canada (2190 van de landmacht, 141 van de luchtmacht)
- 256 militairen uit het Verenigd Koninkrijk (3 van de marine, 213 van de landmacht, 40 van de luchtmacht)
- 3 militairen uit Australië (luchtmacht)
- 3 militairen uit België (landmacht)
- 2 militairen uit Polen (landmacht)
- 1 militair uit Nieuw-Zeeland (luchtmacht)
- 1 militair uit Rusland (landmacht)
- 1 militair uit Nederland (landmacht, commando)
- 1 militair uit Joegoslavië (landmacht)

Daarnaast liggen er 21 gesneuvelde militairen uit het Verenigd Koninkrijk en Canada van wie de naam niet bekend is.

## Afbeeldingen

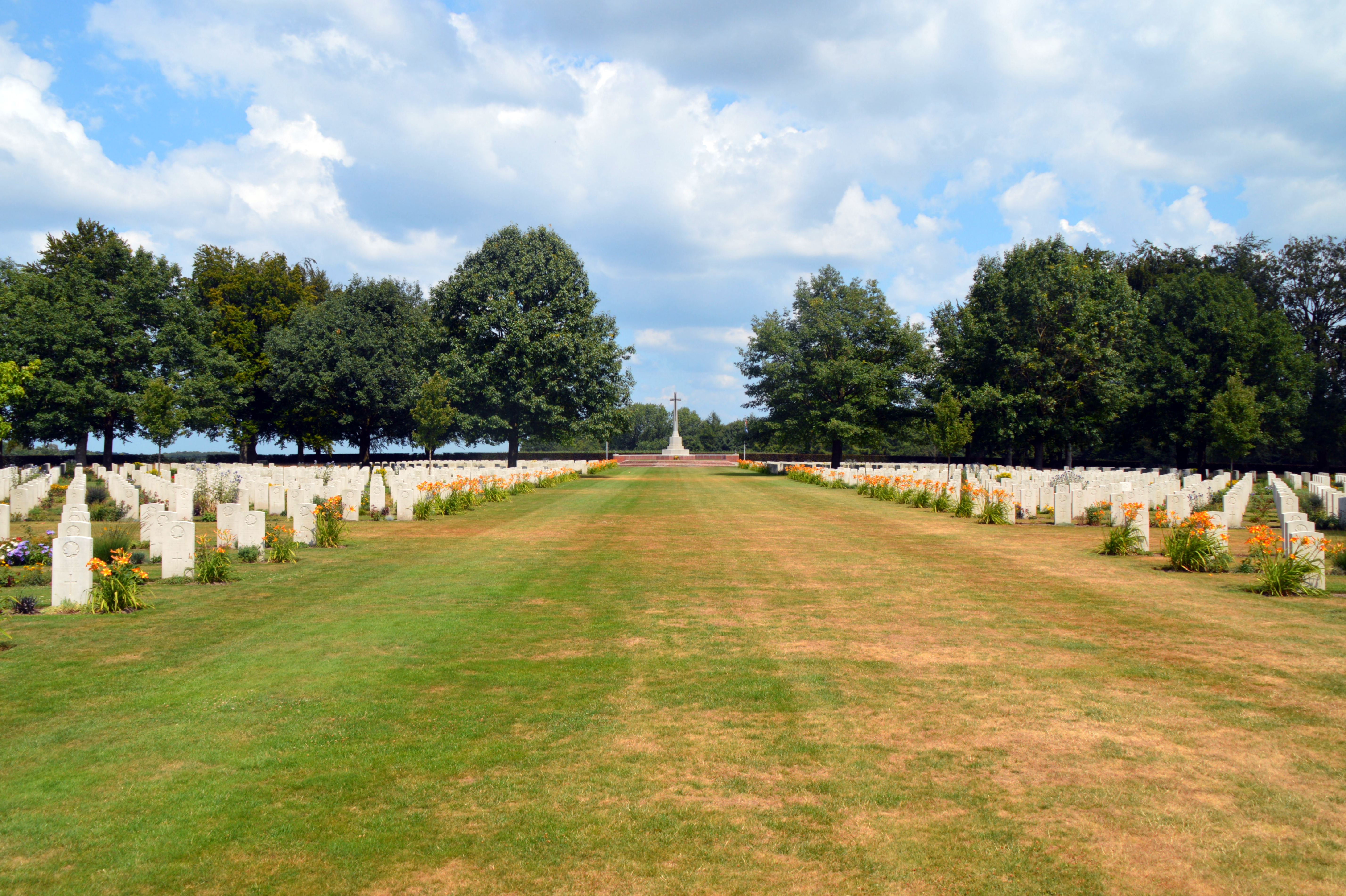
Het ereveld
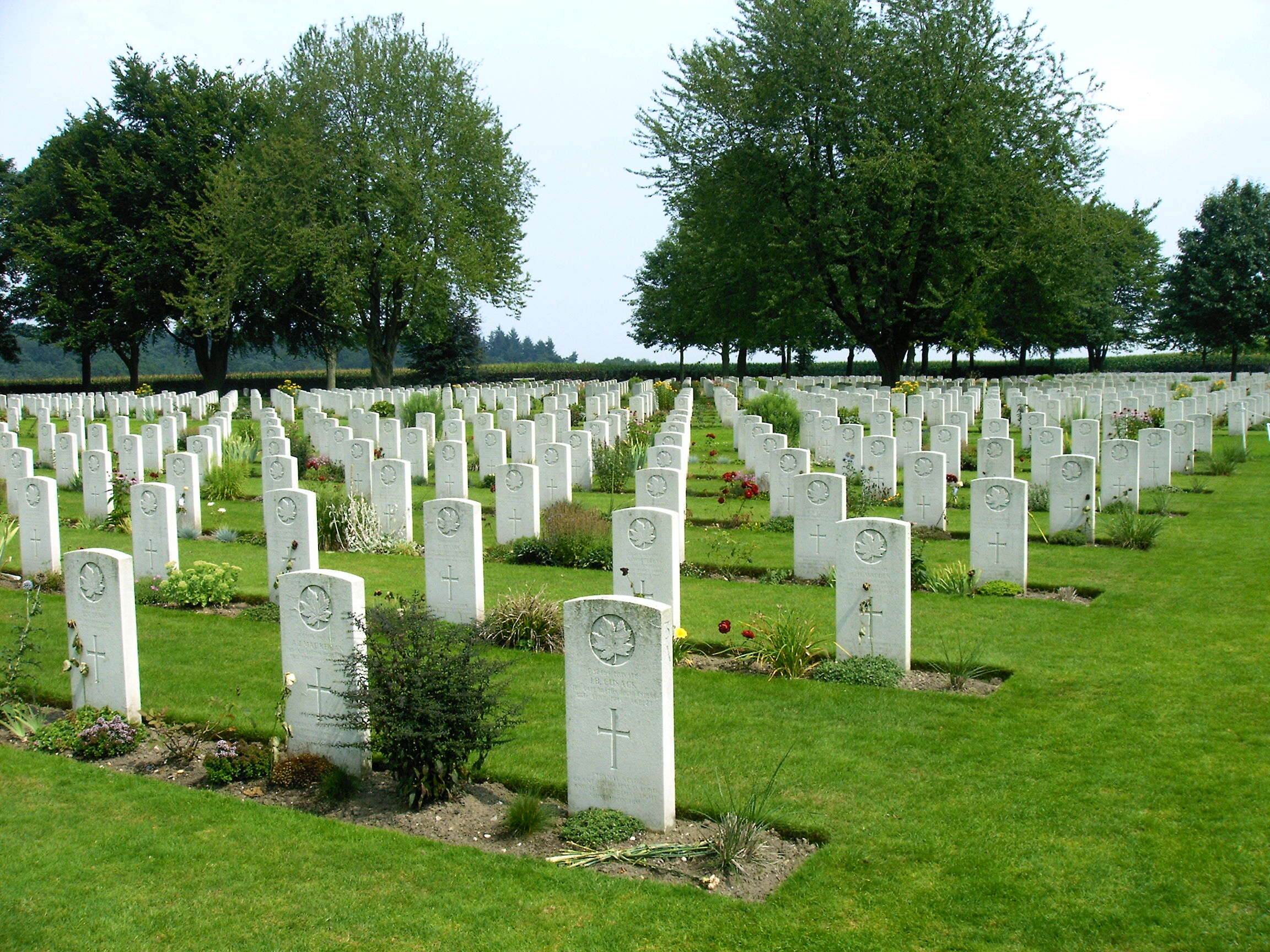
Een klein overzicht.
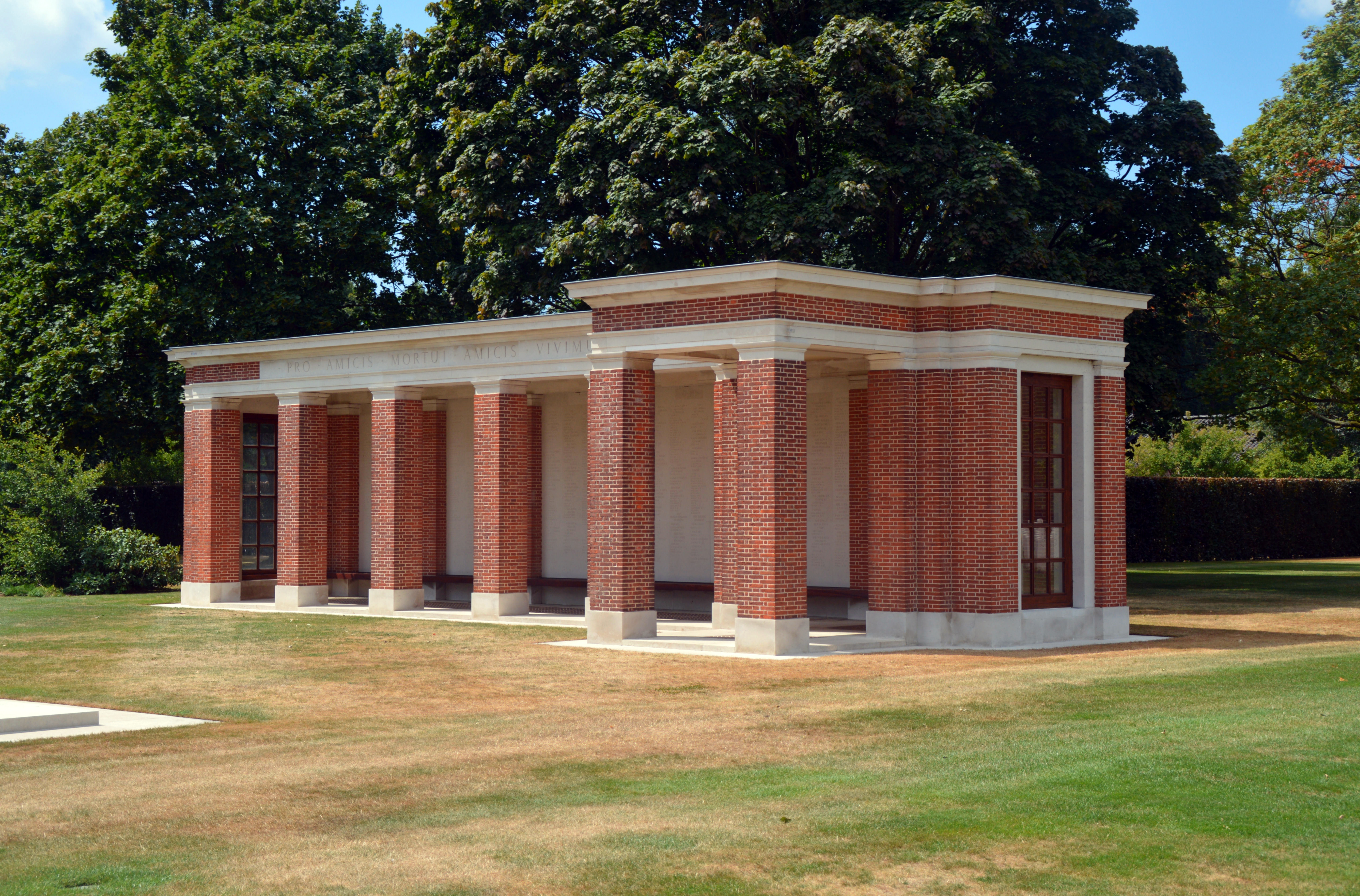
Memorial wand
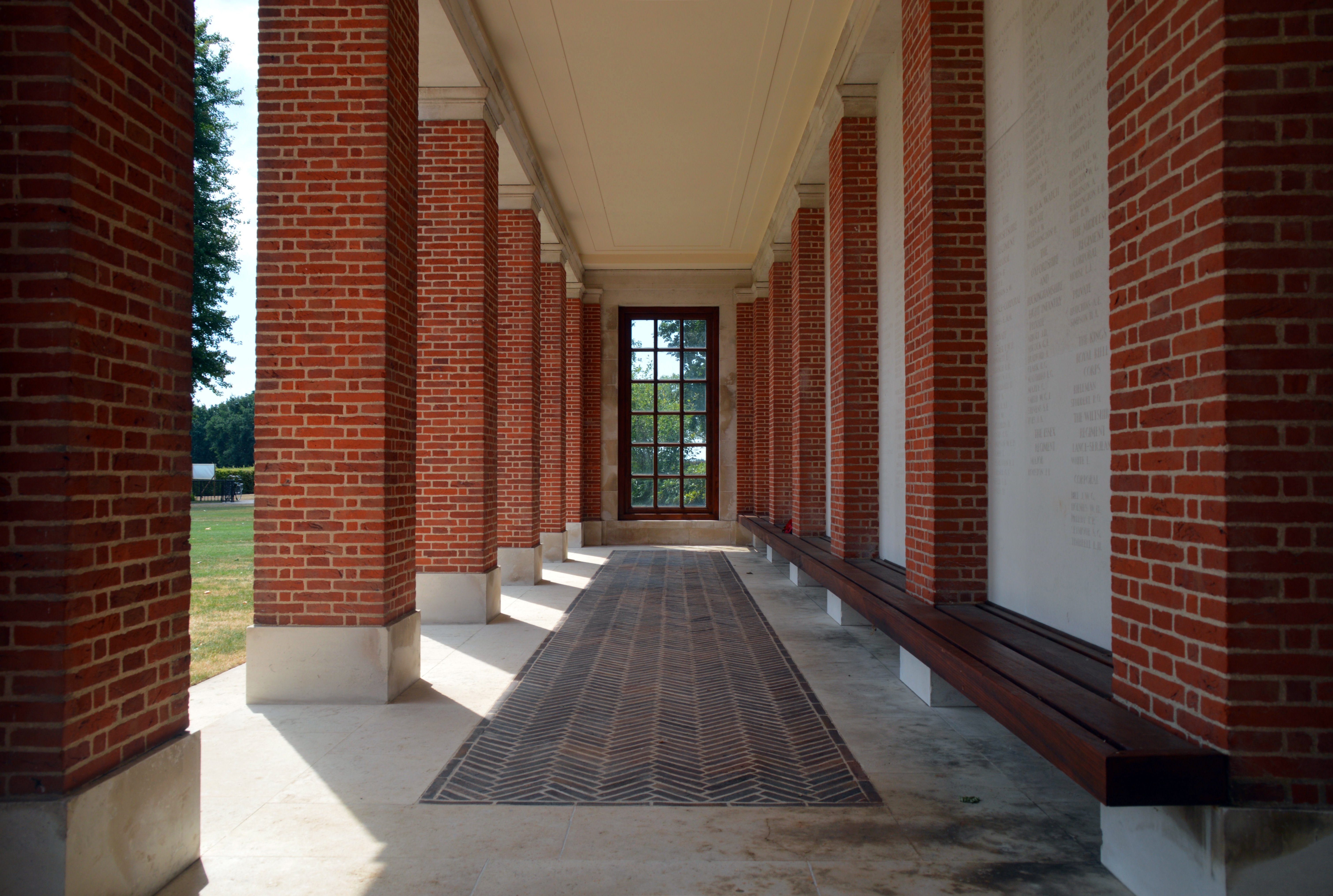
Memorial, binnenruimte
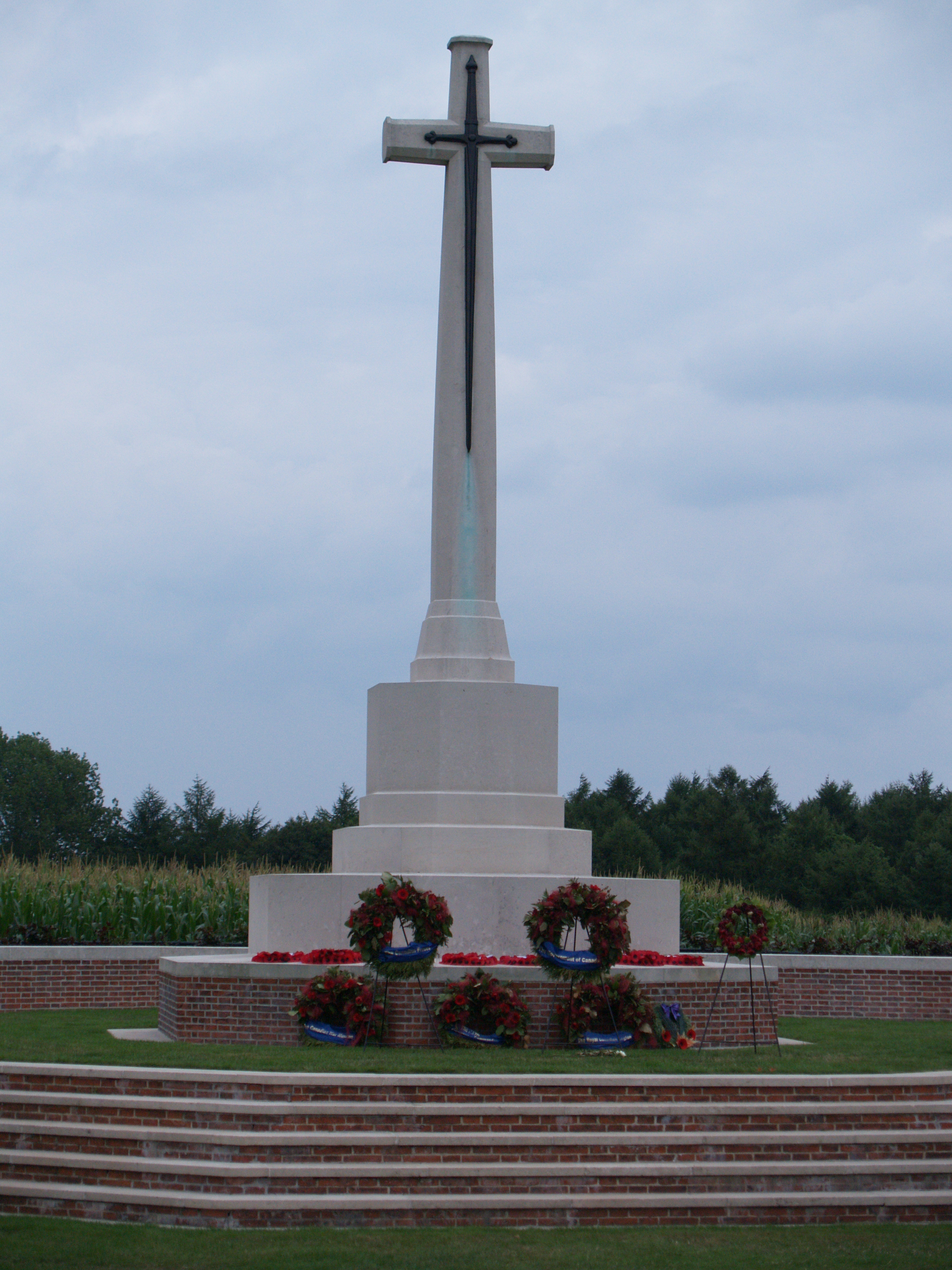
Cross of Sacrifice
- Herdenking van Operatie Veritable